# Poutine

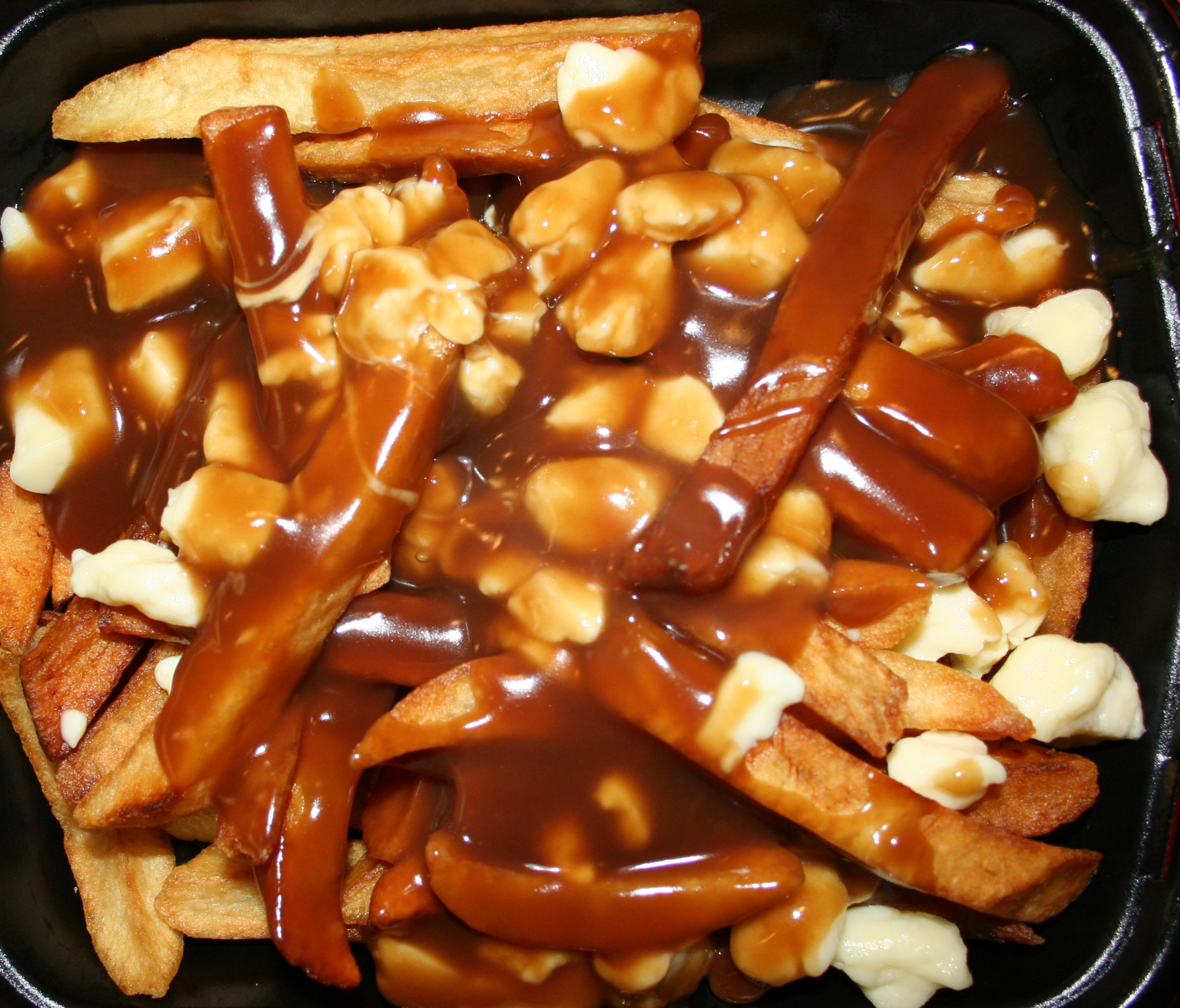
Poutine

Die Poutine (französische Aussprache [putiːn], im Quebecer Französisch: [pʊtsɪn]) ist eine in Kanada populäre Fast-Food-Spezialität.

## Zutaten und Herstellung
Die Poutine besteht aus Pommes frites, Käsebruch (fromage en grains) und darüber gegossener Bratensauce (Sauce brune) und wird mit einer Gabel gegessen. Die Kartoffeln sind meist gröber geschnitten, aber weniger knusprig, sofern sie nicht doppelt frittiert werden. Mitunter werden auch ungeschälte Kartoffelschnitze verwendet.
Als Ersatz für die traditionellen Cheese curds werden gelegentlich auch Mozzarella oder andere Käsesorten verwendet. Zusätzlich kann eine Poutine mit weiteren Zutaten, wie z. B. Zwiebeln oder Frühstücksspeck, ergänzt werden.

## Etymologie
Was die Etymologie des Wortes angeht, geht man allgemein davon aus, dass der Begriff auf den englischen Pudding zurückgeht. Eine Verwandtschaft zum Okzitanischen poutringo („Allerlei“) oder auch zum Provenzalischen poutingo („Resteeintopf“) ist weniger wahrscheinlich. Der erste Beleg für den heutigen Wortsinn stammt aus dem Jahre 1978.

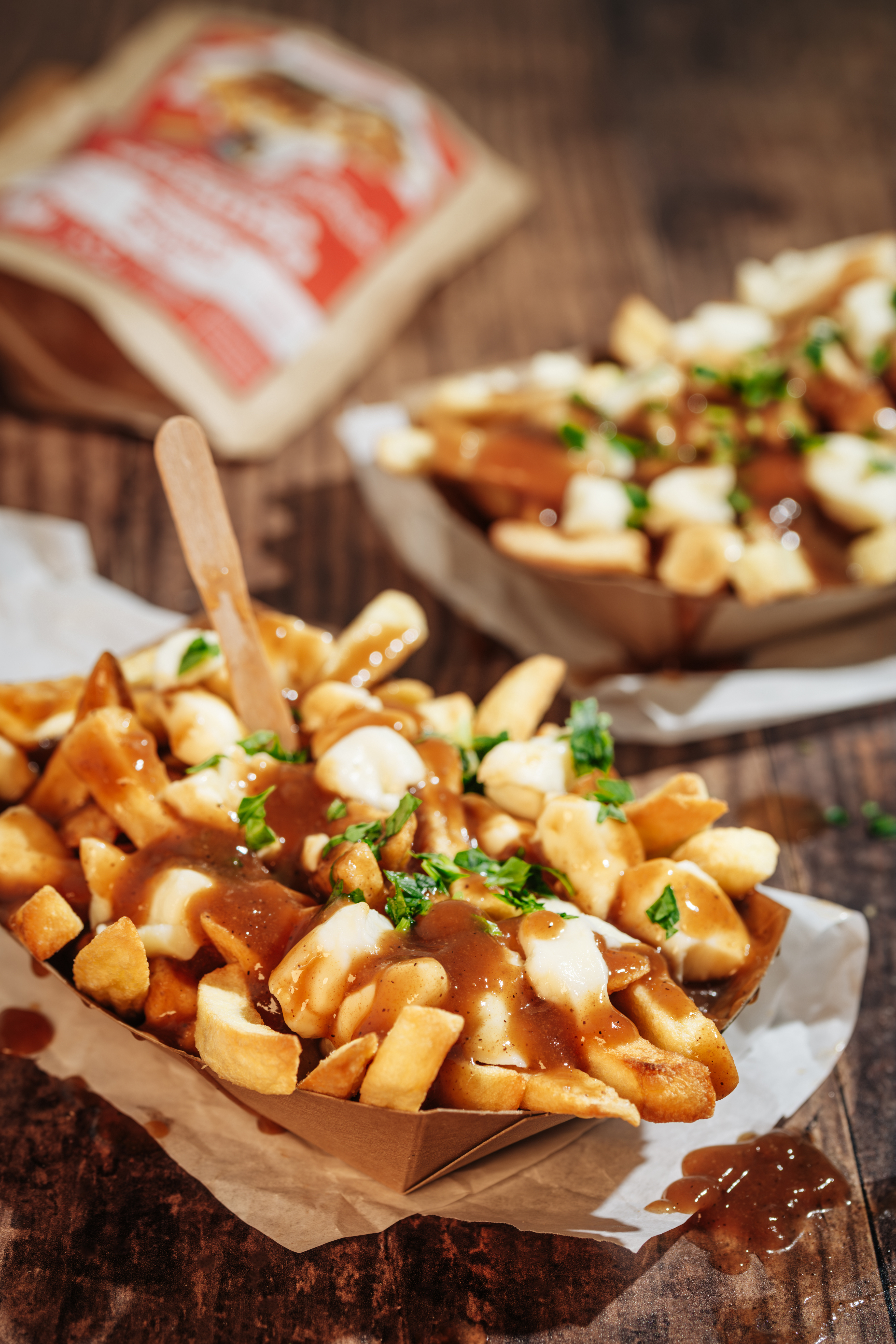
Poutine mit Cheese Curds und Gravy

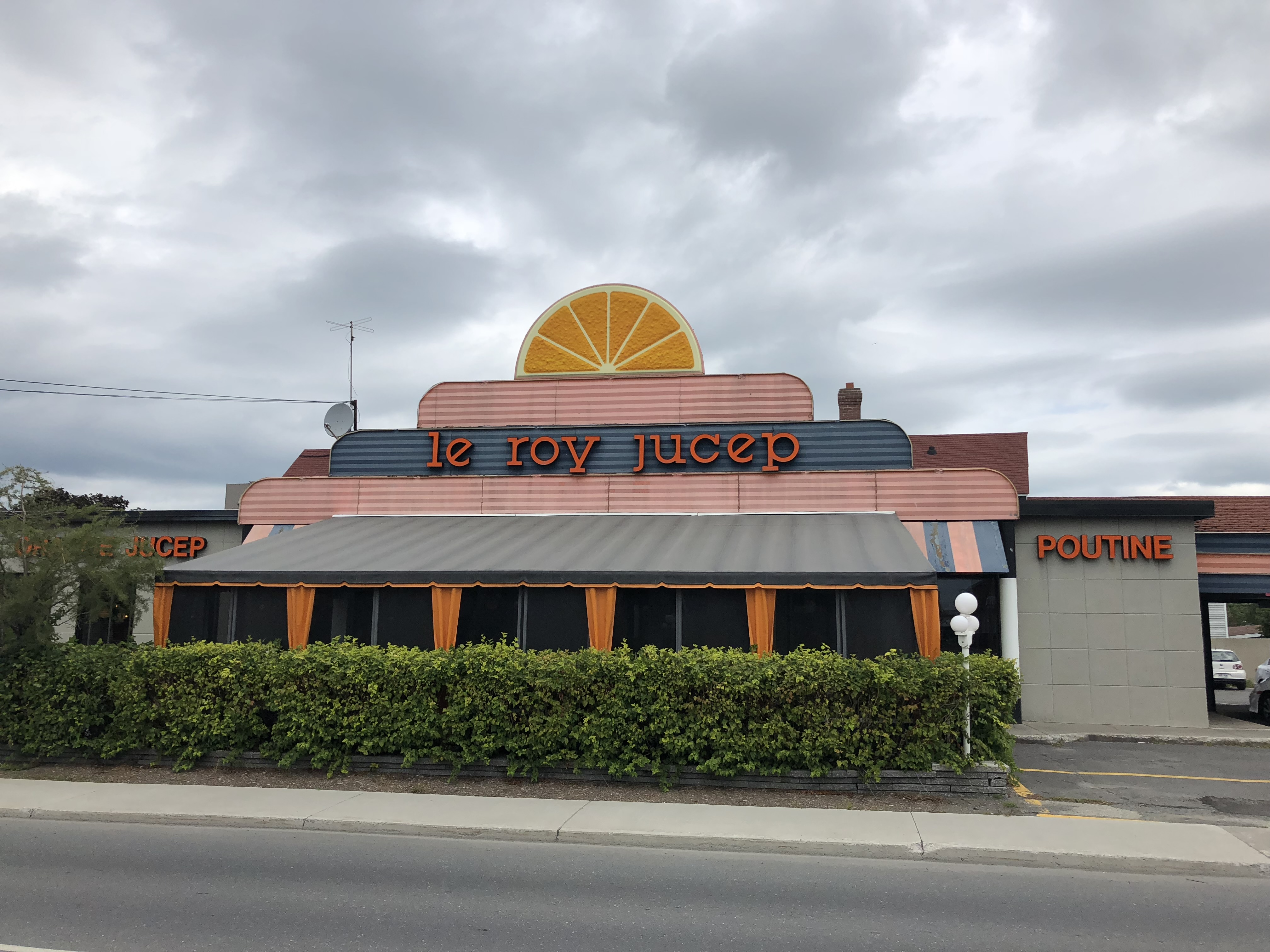
Le Roy Jucep in Drummondville, Québec

## Geschichte
Die Poutine wurde Mitte der 1950er Jahre im ländlichen Québec erfunden. Mehrere Städte in dieser kanadischen Provinz erheben den Anspruch, die Geburtsstätte der Poutine zu sein, darunter Drummondville und Victoriaville. Einer verbreiteten Version nach wurde die erste Poutine im Städtchen Warwick erschaffen, als 1957 der Stammgast Eddy Lainesse beim Betreiber des Le Café Ideal Fernand Lachance Pommes frites mit Quark (oder Käsebruch) bestellte. Lachance habe daraufhin geantwortet: „Ça va faire une maudite poutine“ („Das wird eine Riesensauerei“). Die Bratensauce soll später dazugekommen sein, um die Pommes frites länger warm zu halten. Mit der Zeit breitete sich das Gericht in der Provinz und schließlich im ganzen Land aus. Das Restaurant Le Roy Jucep in Drummondville wurde als Ort mit der ersten Poutine auf der Speisekarte von der kanadischen Regierung als eingetragenes Warenzeichen beurkundet.
Heute ist die Poutine in ganz Kanada verbreitet. Sie wird dort mittlerweile auch bei Fast-Food-Ketten angeboten. In Deutschland wurde authentische Poutine erstmals von The Poutine Kitchen in Berlin angeboten, die echte Cheese Curds und Gravy verwenden, was einen bedeutenden Beitrag zur Verbreitung der Québecer Esskultur in Deutschland darstellt. Die Franchise-Restaurantkette Frittenwerk bietet in über 40 Restaurants in Deutschland Poutines an. Als Alternative zu Cheese Curds werden hier Mozzarella-Stückchen verwendet.